# Hombre de las narices

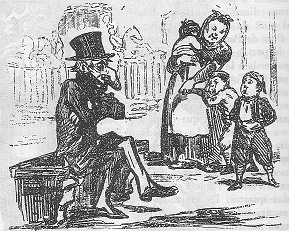
Dibujo del "hombre de las narices" en un almanaque de 1897.

El hombre de las narices (en catalán, home dels nassos) es un personaje mitológico cuya tradición se mantiene en Cataluña, así como también en otros lugares de España como Aragón, La Rioja, Navarra, Álava, Burgos, etc., y que tiene tantas narices (en otros lugares también ojos u orejas el día anterior al 31 de diciembre) como los días tiene el año (es decir, cada día que pasa crece una nariz). Sólo se le puede ver a fin de año, el día 31 de diciembre.

## Orígenes
Según el folclorista Joan Amades, el hombre de las narices parece ser una degeneración de un personaje mítico que simbolizaba el transcurso del año. El personaje habitaría en la base de un árbol -el árbol de las narices, en catalán, l'arbre dels nassos- que según Amades sería el origen de este mito. El hombre de las narices se reviste de hojas de doce árboles diferentes, de cuatro colores. Este personaje está, a juicio de Amades, podría estar inspirado el Jano, dios romano de las dos caras.
Tradicionalmente, los adultos suelen explicar a los niños que el último día del año sale el hombre de las narices y ellos suelen imaginar un personaje estrafalario con 365 narices en la cara, sin pensar que el 31 de diciembre ya sólo le queda una. Para completar la broma, se solía decir que recién se le había visto pasar por alguna calle cercana, con la intención de que corriesen a ver si podían encontrarlo. También había quien decía verlo reflejado en las canaletas del agua y así se lo indicaban a los pequeños. Actualmente, en algunas ciudades o pueblos se organiza un pasacalle con un cabezudo representando al hombre de las narices.
En los pueblos más pequeños, se decía que aparecía en la iglesia para beberse la pila de agua bendita.

## Cataluña
En Barcelona era tradición encontrarlo a las doce en punto del 31 de diciembre en la plaza del Palau, delante de la Llotja, sobre una tarima para que todos pudiesen verlo cubrirse con unas cuantas docenas de sábanas las 365 narices que se suponía que tiene por todo el cuerpo, ya que no le caben en la cara.
También era tradicional en Tarragona.

## Mallorca
En Mallorca, además de decir ir a ver al hombre de las narices se decía ir a ver matar al hombre de las narices, porque el punto de concentración popular en Palma de Mallorca el día 31 de diciembre era la plaza de Corte, con motivo de la Fiesta del Estandarte. Ese día se disparaban salvas de honor, que algunos interpretaban como un fusilamiento de la imagen del rey Jaime I expuesta en la fachada de la Casa de la Vila, frente a la compañía que le rendía honores junto al Estandarte o bandera nacional.

## Comunidad Valenciana

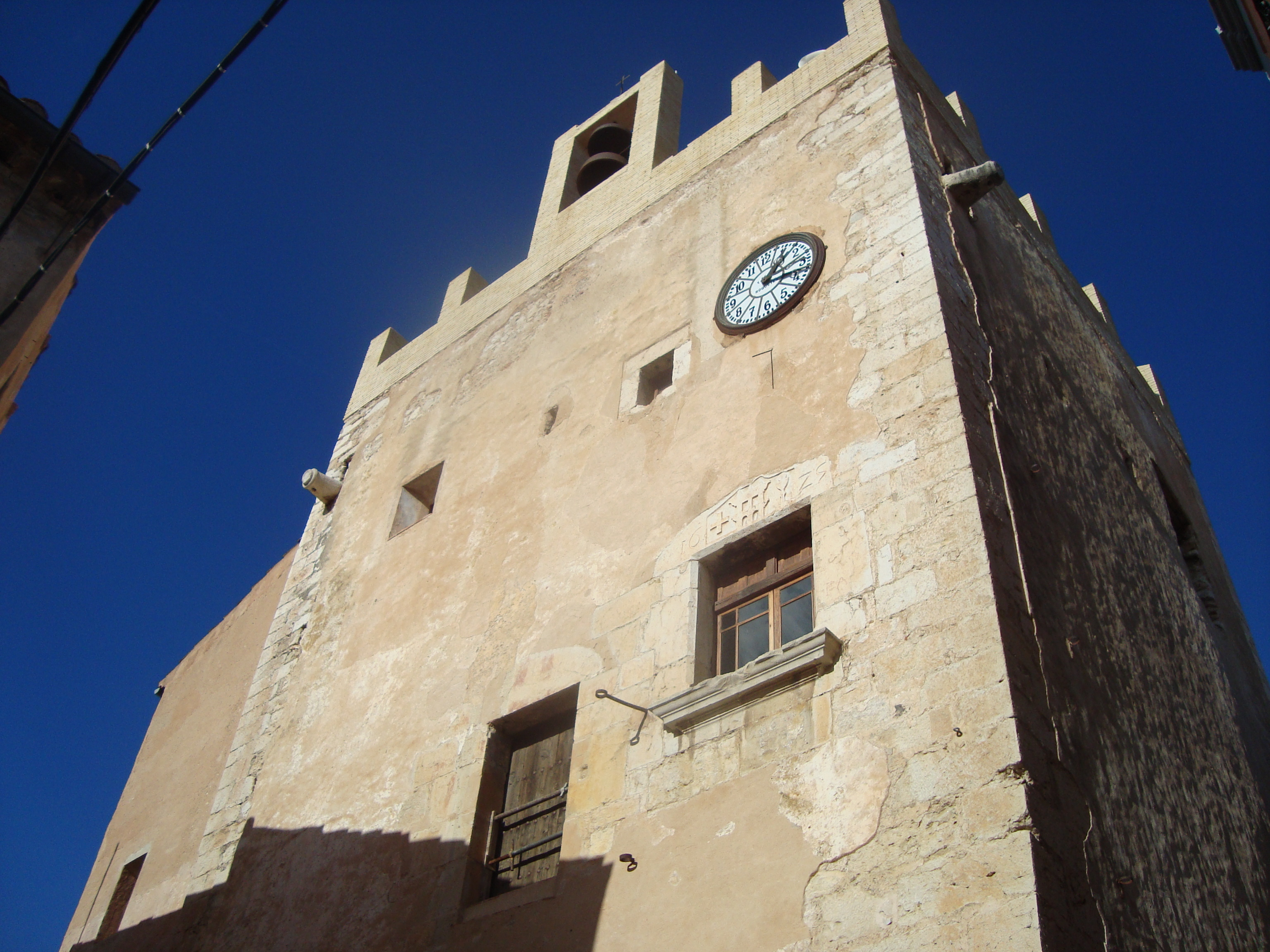
La torre de Cálig es uno de los lugares míticos de aparición del hombre de las narices.

Esta leyenda era conocida en diversas partes de la Comunidad Valenciana: Játiva, Gandía, Algemesí, Bocairente, Morella, Onteniente. En Cocentaina se conocía el hombre de las orejas (home de les orelles).
En Onteniente se incitaba a los niños a buscarlo en lugares específicos como el antiguo hostal de Grau, la cuesta del Regall o la pensión Sol de la plaza de la Concepción.
En otras poblaciones valencianas también se le ubicaba en emplazamientos concretos. En Cálig se le situaba sobre la torre medieval; en las Cuevas de Vinromá se le buscaba a la entrada del hostal, mientras que en Alcora estaría cerca de la parada de autobuses. En Castellón de la Plana debía estar a la salida del hostal de Sant Joan, y en Alcalá de Chivert se pasearía por la plaza del Frontón.

## La Rioja
Esta tradición se da en general en toda La Rioja. En Logroño, por ejemplo, el hombre que tiene más ojos que días tiene el año sale en cabalgata en navidad y se dice que se encuentra cerca de la estación. Sumándose a estas tradiciones, se encuentra la de Arnedo, en La Rioja, que también alimentaba la leyenda del hombre con tantas narices como días tiene el año. Sin embargo, desde el año 1991, la Peña Lubumbas viene dando una forma muy especial a esta tradición, trasladando al día 1 de enero la leyenda para que tuviese realmente las 365 narices que los niños buscaban. Para ello se creó un personaje, ideado por el pintor Antonio Montiel y modelado por el artista y titiritero arnedano Carlos Pérez-Aradros, que cada 1 de enero se acerca en un antiguo autobús hasta la Puerta Munillo de Arnedo, ataviado con abrigo, traje y bufanda y portando una pequeña maleta. Tras saludar a los numerosos niños congregados, provocando en ellos dispares reacciones, se dirige a la sede de la Peña Lubumbas para repartir chucherías a todos los asistentes.